# Rubén Fernández (motorcrosser)
Rubén Fernández (Vigo, 21 februari 1999) is een Spaans motorcrosser.

## Carrière
Na een succesvolle juniorcarrière in Spanje, waar hij twee opeenvolgende keren nationaal kampioen 85cc werd, gevolgd door twee opeenvolgende keren nationaal kampioen 125cc, maakte hij in 2015 zijn debuut in de EMX125-klasse van het Europees motorcrosskampioenschap.
Fernández stapte in 2016 over naar de EMX250-klasse op een Kawasaki van het Europees motorcrosskampioenschap en eindigde als elfde in het algemeen klassement met als beste race een vierde plaats in de laatste race van het jaar. Hij behaalde zijn beste totaalresultaat in het EMX250-kampioenschap in 2017 door als derde te eindigen in het eindklassement en onderweg verschillende podiumplaatsen te verzamelen. Daarnaast nam hij deel aan drie ronden van het FIM Wereldkampioenschap motorcross 2017 in de MX2-klasse en scoorde hij punten in alle drie de ronden.
Hij bleef bij het F&H Kawasaki-team en stapte over naar de MX2-klasse voor het FIM Wereldkampioenschap motorcross 2018, maar maakte een zwaar jaar door, waarin hij voor het einde van het seizoen uit elkaar ging met het team. In 2019 stapte Fernández terug uit het racen op wereldkampioenschapsniveau en tekende bij het Italiaanse SDM Corse Yamaha-team om zich te concentreren op de EMX250-klasse in 2019. Een tweede plaats in de eerste wedstrijd was het hoogtepunt van een blessuregevoelig seizoen waarbij hij drie wedstrijden miste. Voor het seizoen 2020 bleef Fernández bij het SDM Corse Yamaha-team, maar keerde terug naar de MX2-klasse van het FIM Wereldkampioenschap motorcross 2020. Tijdens een indrukwekkend seizoen met een derde plaats in de eerste race in Letland eindigde hij als negende in het eindklassement. Dit ging gepaard met het winnen van zijn eerste nationale titel in de Elite-MX2-klasse van het Spaanse motorcrosskampioenschap.
Voor 2021 tekende Fernández voor het Honda 114 Motorsports-team. Hij kon onmiddellijk indruk maken door zijn eerste WK-podium te behalen en als tweede overall te eindigen tijdens de openingsronde in Rusland. Hij ondersteunde dit door in de tweede ronde als derde overall te eindigen en nog eens drie podiumplaatsen te behalen op weg naar de negende plaats in het eindklassement van het wereldkampioenschap. Voor de laatste twee ronden van het seizoen stapte Fernández echter over naar Team HRC om samen met titelkandidaat Tim Gajser in de MXGP-klasse te racen. Hij wist als vierde te eindigen in zijn eerste race in deze klasse en kon over de twee ronden respectievelijk als zesde en achtste eindigen in het algemeen klassement. In eigen land was Fernández succesvol in het verdedigen van zijn Elite-MX2-titel en won hij elke race die hij finishte.
Hierna stapte Fernández voor 2022 definitief over naar de MXGP-klasse. Hij wist twee algemene podiumplaatsen te behalen tijdens zijn debuut volledige seizoen in de klasse, waarbij hij beter presteerde dan Team HRC-rijder Mitchell Evans en als achtste eindigde in het eindklassement. Fernández vertegenwoordigde Spanje op de Motorcross der Naties 2022 en hielp zijn land aan het gezamenlijke op één na beste resultaat ooit.
Fernández ging voor het seizoen 2023 definitief naar Honda's fabrieksteam, Team HRC. In de openingsronde van het seizoen in Argentinië wist hij zowel zijn eerste raceoverwinning als zijn eerste Grand Prix-overwinning in het wereldkampioenschapsniveau te behalen.

## Palmares
- : 2023: 5e in MXGP-klasse
- EMX250: 2017
- Spaans Kampioenschap MX2: 2021
- Spaans Kampioenschap MX2: 2020
- Spaans Kampioenschap 125cc: 2014
- Spaans Kampioenschap 125cc: 2013
- Spaans Kampioenschap 85cc: 2012
- Spaans Kampioenschap 85cc: 2011

| 1 | 12-03-2023 | Argentinië | Villa La Angostura |